# حتنوب

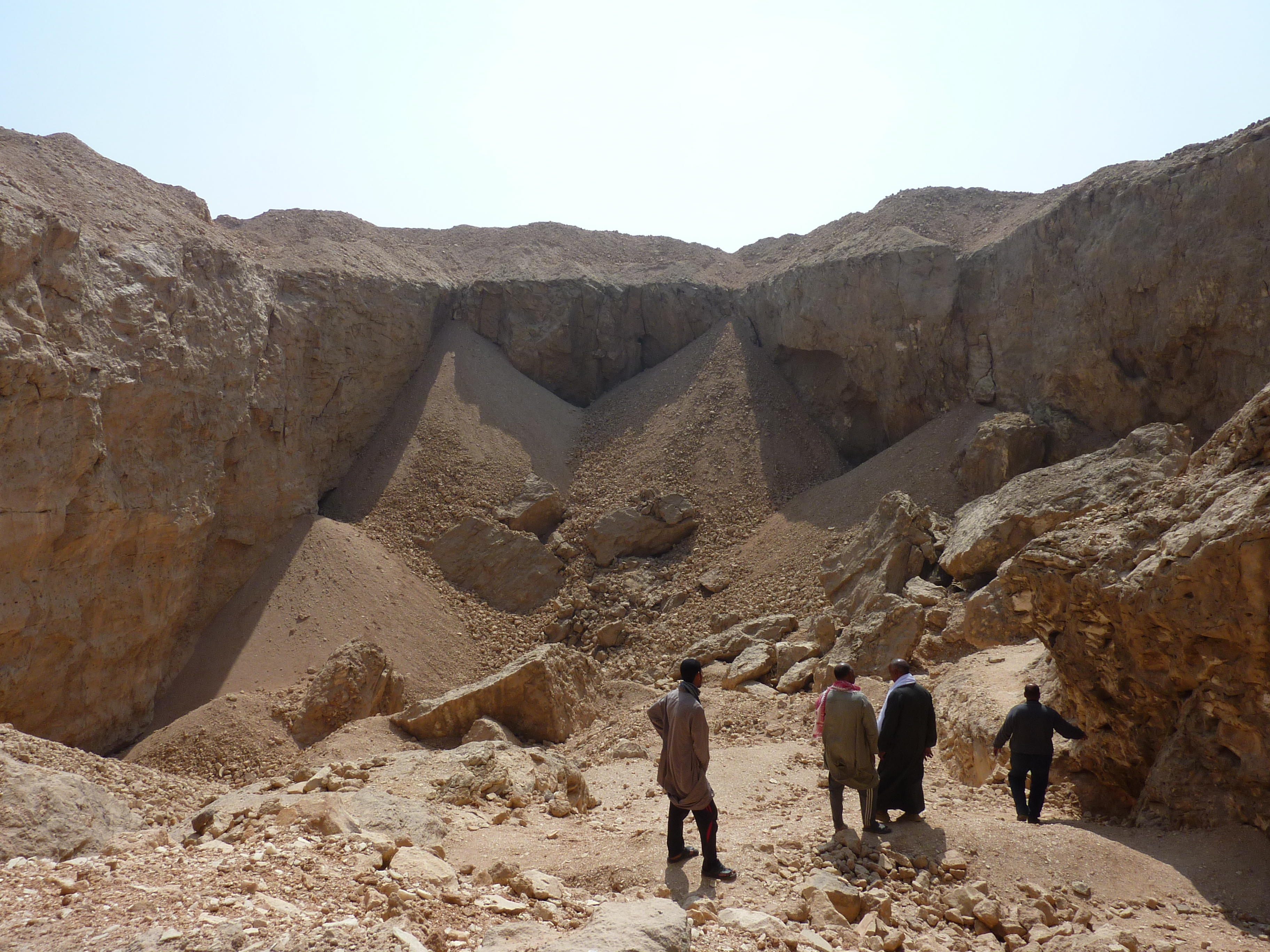
المحجر الرئيسي ("محجر P") في حتنوب

كان حتنوب موقعًا لمحاجر المرمر المصرية ومستوطنة العمال المشغولة موسمياً في الصحراء الشرقية، على بعد حوالي 65 كم (40 ميل) من المنيا، جنوب شرق تل العمارنة. تُظهر الفخار والنقوش الهيروغليفية المصرية والكتابات الهيراطيقية في الموقع أنها كانت مستخدمة بشكل متقطع منذ عهد خوفو على الأقل حتى العصر الروماني (2589 قبل الميلاد - 300 بعد الميلاد). تتميز مستوطنة محجر حتنوب، المرتبطة بثلاثة محاجر رئيسية، مثل تلك المرتبطة بمناجم الذهب في طريق وادي الحمامات وأماكن أخرى، بمصدات رياح وطرق وجسور وكهوف ومحاذاة حجرية.
تم وصف حتنوب لأول مرة في العصر الحديث من قبل بيرسي نيوبيري وهوارد كارتر في عام 1891. هناك العديد من النقوش على الصخور، وقد تم وصف هذه النقوش لأول مرة من قبل جورج ويلوبي فريزر وماركوس ورسلي بلاكدين، أعضاء هذه البعثة نفسها. لما يقرب من مائة عام، ركز علماء الآثار على إيجاد وترجمة هذه النقوش التي أضاءت الكثير من الحياة العادية في مصر القديمة. فقط عندما بدأ إيان شو وفريقه في دراسة البقايا المادية، تم دمج الاثنين لإعطاء صورة أكمل.
على سبيل المثال، لم يتم العثور على نقوش من الإمبراطورية المصرية، وكان يُعتقد أن المحاجر لم تستخدم خلال تلك الفترة. وجد شو وفريقه شظايا فخار من عصر الإمبراطورية المصرية تُظهر أن عمال هذه الفترة لا بد أنهم استخدموا المحاجر.
المكان منذ القدم بمقالعه الشفافة المكونة من الكالسيت وكربونات الكالسيوم التي تحمل اسم «المرمر المصري» الذي كان يستخدم على نطاق واسع في صناعة المزهريات، من بين النقوش، يتم تذكر شحنات المرمر المصري التي طلبها ملوك مختلفون لبناء المعابد والهياكل الجنائزية. بعض الأواني الحجرية من مجمع الهرم المدرج تحمل اسم حتنوب محفورًا، مما يشير إلى مصدر المادة.
يروي ويني في نقش سيرته الذاتية في قبره في أبيدوس، بينما كان في مهمات مع بعثات مرن رع الأول (الأسرة السادسة) من بين آخرين، في مقالع حتنوب، للحصول على مواد البناء لهرم الملك المصري.

## المنحدر
في عام 2018، أعلن باحثون من قسم الآثار والكلاسيكيات والمصريات بجامعة ليفربول والمعهد الفرنسي للآثار الشرقية (IFAO) عن اكتشاف منحدر قديم في الموقع. قد يُلقي المنحدر المحفوظ جيدًا، والذي يعود تاريخه إلى عهد خوفو، الضوء على كيفية بناء الهرم الأكبر.
يقول يانيس جوردون، المدير المشارك للمشروع من IFAO: «يتكون النظام من منحدر مركزي محاط بدرجين بهما العديد من الثقوب. وباستخدام مزلجة تحمل كتلة حجرية ومثبتة بالحبال إلى هذه الأعمدة الخشبية، كان المصريون القدماء قادرة على سحب كتل المرمر من المحجر على منحدرات شديدة الانحدار بنسبة 20 في المائة أو أكثر.»الاتصالات الخارجية لمصر القديمة